# Tendenz zur steigenden Silbensonorität
Die Tendenz zur steigenden Silbensonorität (TSS) ist ein linguistisches Phänomen in der Geschichte der slawischen Sprachen zur Zeit des Urslawischen.
Sie umfasst mehrere Lautprozesse, deren Ergebnis jeweils die Herstellung einer steigenden Sonorität (Schallfülle) innerhalb der Silben ist. Die silbischen (d. h. silbenbildenden) Vokale haben unter den Lauten der menschlichen Sprache die höchste Sonorität, es folgen die unsilbischen Vokale, die Sonoren m, n, l und r, die stimmhaften Geräuschkonsonanten und schließlich die stimmlosen Geräuschkonsonanten. Die Lautprozesse der TSS hatten wesentlichen Anteil an der Herausbildung der slawischen Sprachen aus der Indoeuropäischen Ursprache.

## Die Teilprozesse der TSS

### Schwund von Silben- und wortschließenden Konsonanten
Konsonanten, die am Silbenende stehen und so für eine fallende Sonorität sorgen, verschwinden.
- Beispiel: ka-mens > ka-me (> ka-mo > ka-my); vgl. altkirchenslawisch kamy

### Prothese
Silben, die eine gleichbleibende Sonorität aufweisen, etwa weil sie nur aus einem Vokal bestehen, wird durch Voranstellen eines konsonantischen i (= j) oder u (= v) zu steigender Sonorität verholfen.
- Beispiel: y-dra > vy-dra; vgl. neurussisch vydra

### Konsonantengruppenvereinfachung
Da die verschiedenen Konsonanten über ein unterschiedliches Maß an Sonorität verfügen (s. o.), können Konsonantengruppen an sich bereits eine fallende Sonorität aufweisen. Solche Konsonantengruppen werden im Zuge der TSS vereinfacht.
- Beispiel: op-sa > o-psa > o-sa; vgl. neuruss. osa

### Nasalvokalbildung
Aus Vokalen und darauffolgendem m oder n wird der Nasalvokal ę – bei Vokalen der vorderen Reihe (e, ě, i, ь) oder ǫ – bei Vokalen der hinteren Reihe (a, o, y, ъ).
- Beispiel: ursl. na-č'ьn-ti > na-čę-ti; vgl. neuruss. načat'

Wie am Beispiel zu sehen ist, entwickelten sich die Nasalvokale weiter und sind in den heutigen slawischen Sprachen nicht mehr erhalten (die polnischen Nasalvokale bildeten sich später neu).

### Monophthongierung
Die indoeuropäischen Diphthonge werden durch einfache Vokale ersetzt. Da der zweite Vokal eines Diphthongs keine silbentragende Funktion hat und somit unsilbisch ist, verfügen Diphthonge über eine fallende Sonorität, die durch die Monophthongierung beseitigt wird.
- Beispiel: poi-ti > pě-ti; vgl. nruss. pet'

### tort-Gruppen
Bei der Konstellation Konsonant – o oder e – r oder l – Konsonant wechselt der Liquid (r oder l) mit dem vorangehenden Vokal die Position. Die Silbe wird so geöffnet.
- Beispiel: gor-dъ > gro-dъ

Die so genannten tort-Gruppen nahmen in den Ausbildung der verschiedenen slawischen Sprachen im Weiteren unterschiedliche Entwicklungen. Im Ostslawischen gilt: gor-dъ > gro-dъ> go-ro-dъ (Vgl. neurussisch gorod), im Westslawischen (außer Tschechisch): gor-dъ > gro-dъ (Vgl. poln. gród), im Südslawischen (und Tschechischen) gilt: gor-dъ > gro-dъ > gra-dъ (Vgl. serbisch Beograd, tsch. hrad)

### Verlegung der Silbengrenzen
Bei der Verlegung der Silbengrenzen wurden etwa Konsonanten am Ende einer Silbe von dieser getrennt und der nachfolgenden Silbe zugeschlagen.